# Крис Масо
Крис Масо (енгл. Chris Masoe; 15. мај 1979) бивши је професионални новозеландски рагбиста.
Могао је да игра на све три позиције у трећој линији скрама. Био је брз са лоптом у нападу и агресиван приликом обарања у одбрани. Играо је за рагби 7 репрезентацију Новог Зеланда. У мају 2006., био је умешан у инцидент са Умагом у ноћном бару, због чега је кажњен са 3000 долара. У најјачој лиги на свету, одиграо је 62 утакмице за Херикејнсе и постигао 40 поена. У Француској је играо за Олимпик Кастр и за Тулон, са којим је три пута освајао куп европских шампиона. За Ол блексе је постигао одиграо 20 тест мечева и постигао 3 есеја. Његов брат Маселино Френсис Масо је познати боксер, светски шампион у својој категорији. 